# Finis (Landor)
Finis (łac. Finis) – epigramat angielskiego poety romantycznego Waltera Savage'a Landora, będący jego najbardziej znanym utworem, regularnie przedrukowywanym w antologiach poezji angielskiej, zamieszczanym na stronach internetowych i recytowanym, zarówno przez profesjonalnych aktorów, jak i amatorów, publikujących swoje nagrania w serwisach sieciowych.

## Charakterystyka ogólna
Wiersz jest znany albo pod dodanym później łacińskim tytułem, albo pod incipitem I strove with none. Poeta zamieścił go (bez tytułu) jako motto tomiku The last fruit off an old tree (Ostatni owoc spada ze starego drzewa).

## Forma
Utwór jest monostrofą czterowersową, rymowaną krzyżowo (abab) pisaną jambicznym pięciostopowcem, najpopularniejszym formatem wiersza angielskiego (sSsSsSsSsS). 
I strove with none, for none was worth my strife.
Nature I loved and, next to Nature, Art:
I warm'd both hands before the fire of life;
It sinks, and I am ready to depart.

## Treść
Omawiany wiersz jest poetyckim testamentem sędziwego poety, który przygotowywał się na śmierć. Landor napisał epigramat w dzień po swoich siedemdziesiątych piątych urodzinach i przeczytał go na głos przed śniadaniem.

## Przekłady
Analizowany wiersz przekładali na język polski Jerzy Pietrkiewicz i Wiktor Jarosław Darasz.